# منيرة نهدي
منيرة نهدي هي لاعبة تايكوندو تونسية، ولدت في 15 يناير 1985 في مدينة تونس في تونس.

## وصلات خارجية
- منيرة نهدي على موقع TaekwondoData.com (الإنجليزية)
- منيرة نهدي على موقع اللجنة الأولمبية الدولية (الإنجليزية)
- منيرة نهدي على موقع أوليمبيديا (الإنجليزية)